# Muć
Muć est une municipalité située en Dalmatie, dans le comitat de Split-Dalmatie, en Croatie. Au recensement de 2001, la municipalité comptait 4 074 habitants, dont 99,61 % de Croates et le village de Donji Muć, siège de la municipalité, comptait 570 habitants.

## Localités
La municipalité de Muć compte 17 localités :
| - Bračević - Crivac - Donje Ogorje - Donje Postinje - Donji Muć - Gizdavac - Gornje Ogorje - Gornje Postinje - Gornji Muć | - Mala Milešina - Neorić - Pribude - Radunić - Ramljane - Sutina - Velika Milešina - Zelovo |